# Henri-Victor Valleau
Henri Valleau, né à La Couarde-sur-Mer le 17 novembre 1835 et mort à Quimper le 24 mai 1898, est un prélat catholique français, évêque de Quimper et Léon de 1893 à sa mort.

## Biographie

### Formation
Fils de Denis-Henri Valleau, brigadier des douanes, et de  Marie-Élisabeth Plaideau, son épouse, Henri-Victor-Félix Valleau est né le 17 novembre 1835 dans une famille rétaise de souche ayant donné plusieurs notabilités médicales à l'île. Après des études au petit séminaire de Pons où il a entre autres pour condisciple Pierre Fallières, il se fait recevoir bachelier devant la Faculté des lettres de Poitiers, séant à La Rochelle, en 1856. Il entre alors au grand séminaire de La Rochelle, y côtoie Fulbert Petit, reçoit le grade de bachelier en théologie, avant que d'être ordonné prêtre pour le diocèse de La Rochelle et Saintes le 25 mai 1861.

### Carrière ecclésiastique
Il enseigne dans un premier temps au petit séminaire de Pons, puis se voit nommé vicaire de Saint-Eutrope de Saintes en septembre 1864, Saint-Pierre-d'Oléron en décembre 1866, Saint-Louis de Rochefort en septembre 1867, ville dont il est également l’aumônier du collège.

En septembre 1871 il devient le pasteur de la paroisse de Champagne, prenant en charge celle de Bourcefranc dès décembre 1874.

L'abbé Valleau poursuit sa carrière ecclésiastique en tant que curé doyen de Saint-Martin de Pons en avril 1879, puis archiprêtre de Saint-Pierre de Saintes à partir du 30 novembre 1887.
Promu chanoine honoraire de la cathédrale Saint-Louis de La Rochelle en mars 1888, il cumule sa charge d'archiprêtre avec celle de doyen de Saint-Eutrope de Saintes à compter d'avril 1891.

### Épiscopat
Nommé évêque de Quimper par décret du 26 novembre 1892, préconisé dans consistoire du 19 janvier 1893, Henri Valleau est sacré le 5 mars suivant en la cathédrale de Saintes par Pierre Ardin, archevêque de Sens, ancien ordinaire du lieu, assisté de Fulbert Petit, évêque du Puy, et de Charles Cœuret-Varin, évêque d'Agen.
Souffrant de problèmes cardiaques, Henri Valleau meurt le 24 décembre 1898 en son palais épiscopal, au terme d'un bref épiscopat de six années. Celui-ci est marqué par la bénédiction de la nouvelle chapelle de Notre-Dame-des-Portes, à Châteauneuf-du-Faou, érigée en 1892-1893, le couronnement de sa statue le 26 août 1894, et la translation des reliques de Saint Pol de Léon en novembre 1897.

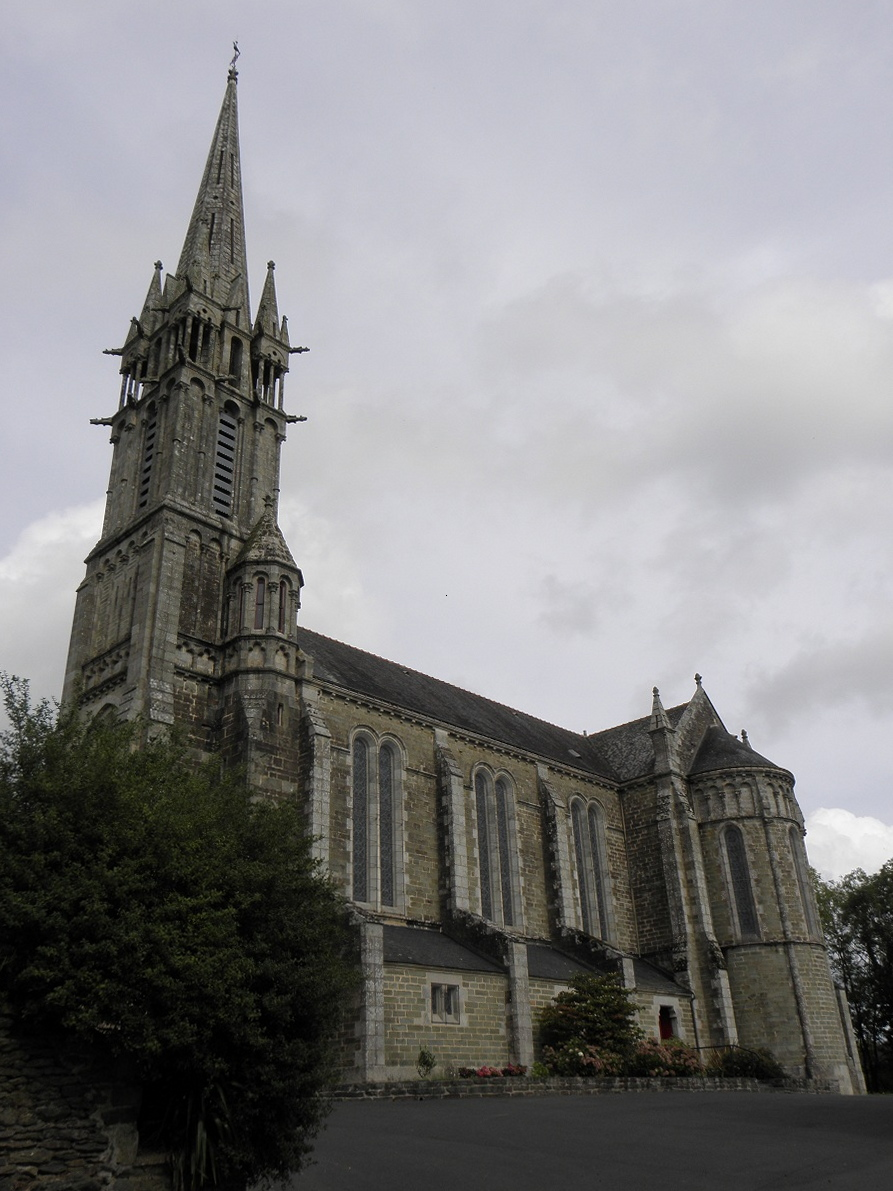
La chapelle de N.D. des Portes à Châteauneuf-du-Faou.
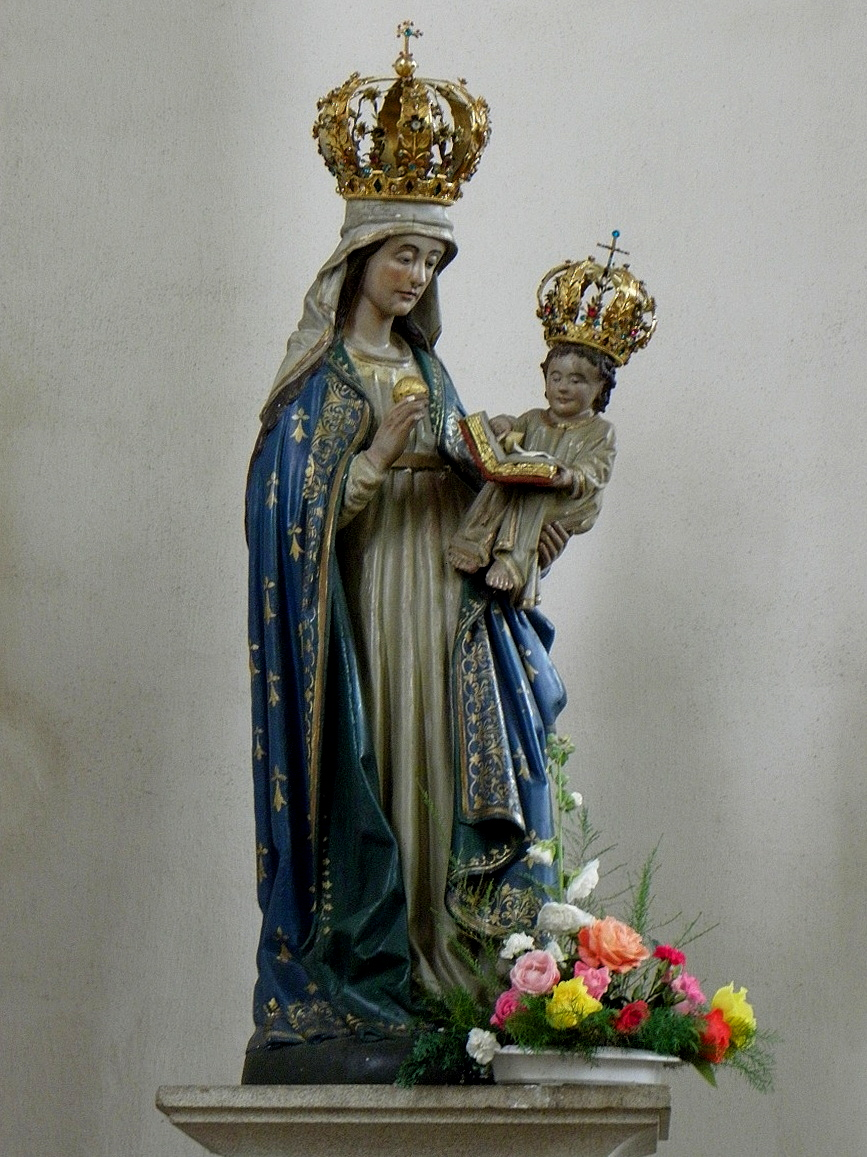
Statue couronnée de N.D. des Portes.

## Armes
D'azur à la barque gréée d'argent sur une mer agitée du même, à l'étoile rayonnant vers elle d'or placée au canton dextre du chef, au franc-canton sénestre d'hermine.

### Biographies
- Notice bibliographique sur le site du Comité des travaux historiques et scientifiques.
- Mgr Henri Valleau, évêque de Quimper et Léon. Notice, Saintes, Z. Morteuil, 1893, 55p. Disponible sur Gallica.